# 남부작은노랑귀박쥐
남부작은노랑귀박쥐(Vampyressa pusilla)는 주걱박쥐과(신세계잎코박쥐과)에 속하는 박쥐의 일종이다. 브라질과 아르헨티나 그리고 파라과이에서 발견된다.

## 특징
작은 박쥐로 몸길이가 46~47mm이고 전완장이 30~32mm이다. 발 길이는 10m, 귀 길이는 14.8mm이고 몸무게는 최대 7.9g이다. 털이 비교적 길고 부드럽다. 등쪽은 연한 갈색빛을 띠는 반면에 배쪽은 갈색빛 노랑부터 밝은 갈색까지 다양하다. 주둥이는 짧고 넓다. 잎코가 잘 발달해 있고 누르스름한 갈색을 띠며 피침형이다. 핵형은 2n=20, FNa=36이다.

## 생태
시미라속과 헬리코니아속, 후추속, 필로덴드론속 등의 식물 잎을 둥글게 말아서 은신처를 만든다. 먹이는 열매이다. 파라과이에서 6월에 브라질 남동부 상파울루주에서 12월에 새끼를 밴 암컷이 관찰된다.

## 분포 및 서식지
브라질 고이아스주와 연방구, 미나스제라이스주, 바이아주, 이스피리투산투주, 리우데자네이루주, 상파울루주, 파라나주, 히우그란지두술주와 아르헨티나 북동부, 파라과이에서 널리 분포한다. 습윤 숲에서 서식한다.